# Le Coudray-sur-Thelle
Le Coudray-sur-Thelle è un comune francese di 532 abitanti situato nel dipartimento dell'Oise della regione dell'Alta Francia.

## Società

### Evoluzione demografica
Abitanti censiti